# Liste der Monuments historiques in Goincourt
Die Liste der Monuments historiques in Goincourt führt die Monuments historiques in der französischen Gemeinde Goincourt auf.

## Liste der Objekte
| Bezeichnung                                    | Beschreibung                     | Standort                      | Kennzeichnung | Schutzstatus | Datum | Bild |
| ---------------------------------------------- | -------------------------------- | ----------------------------- | ------------- | ------------ | ----- | ---- |
| Wandvertäfelung im Chor und den Seitenkapellen | Holz, um 1600                    | in der Kirche St-Lubin (Lage) | PM60000872    | Classé       | 1912  |      |
| Marienaltar                                    | Holz, Mitte des 19. Jahrhunderts | in der Kirche St-Lubin (Lage) | PM60003436    | Classé       | 2004  |      |
| Altar und Retabel                              | Holz, Mitte des 19. Jahrhunderts | in der Kirche St-Lubin (Lage) | PM60003437    | Classé       | 2004  |      |
| Zwei Chorstühle                                | Holz, um 1600                    | in der Kirche St-Lubin (Lage) | PM60000871    | Classé       | 1912  |      |
| Orgel                                          | 1843                             | in der Kirche St-Lubin (Lage) | PM60003493    | Inscrit      | 1986  |      |
| Instrumentalteil der Orgel                     | Holz und Metall, 1843            | in der Kirche St-Lubin (Lage) | PM60003494    | Inscrit      | 1986  |      |